# Effetto Bohr

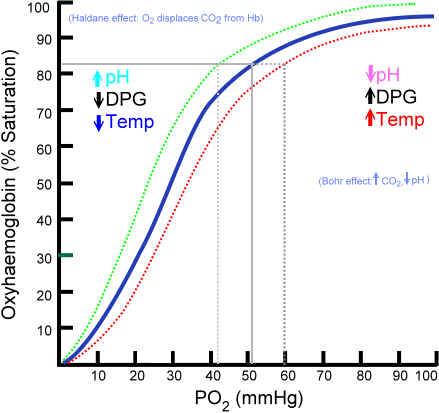
Curva di dissociazione dell'emoglobina. La linea rossa è spostata a destra a causa dell'effetto Bohr

Per effetto Bohr si intende il rilascio di molecole di ossigeno da parte dell'emoglobina quando questa è influenzata dalla concentrazione di H+ (pH) e CO2.
Fu scoperto dal fisiologo danese Christian Bohr (padre del più celebre Niels), assieme a Karl Hasselbalch e August Krogh, nel 1904.

## Funzionamento
Il rilascio ed il conseguente aumento della pressione parziale dell'O2 viene determinato dagli ioni H+ derivati dal metabolismo cellulare.
L'aumento  o la diminuzione del valore di pH sanguigno determinano quindi il rilascio della molecola di O2 in quanto l'affinità per la stessa da parte dell'emoglobina rispettivamente aumenta e diminuisce.
Nelle condizioni di pH relativamente basso e di elevata concentrazione di CO2 presenti nei tessuti periferici, l'affinità dell'emoglobina per l'ossigeno diminuisce (forma tesa) man mano che si legano H+ e CO2. Questa modifica di affinità favorisce il rilascio di ossigeno nei tessuti e il legame dell'emoglobina con la CO2 ai residui amminoterminali delle catene come carbammato. I carbammati che si formano generano ponti salini con gli amminoacidi basici che stabilizzano lo stato T. Inoltre la reazione di formazione del carbammato genera ioni H+.
A concentrazioni relativamente alte di ioni H+ (pH relativamente basso) l'istidina si carica positivamente formando ponti salini con l'aspartato e favorendo il rilascio dell'ossigeno e la stabilizzazione della forma T.
Nei capillari dei polmoni, la CO2 viene eliminata e il pH del sangue tende ad aumentare; l'affinità dell'emoglobina per l'ossigeno aumenta e la proteina può legare più ossigeno da trasportare ai tessuti periferici.
Riassumendo:
- Maggiore è la pCO2, maggiore sarà la pO2 necessaria affinché l'emoglobina venga saturata ossia,  maggiore sarà la quantità di CO2 presente nel sangue, meno O2 resterà legato all'emoglobina.
- Lo stesso effetto si ottiene aumentando [H+], ossia diminuendo il pH:

l'affinità di emoglobina per O2 aumenta al crescere del valore del pH e viceversa.
Dato che la CO2 in soluzione si trova sotto forma di acido carbonico, la presenza di CO2 influenza notevolmente il pH, a causa della dissociazione di tale acido:
CO2 + H2O {\displaystyle \rightleftharpoons } H2CO3 {\displaystyle \rightleftharpoons } HCO3 − + H +
Tale effetto del pH e della CO2 sull'emoglobina, è il cosiddetto effetto Bohr.
Dal momento che quando aumenta la CO2, aumenta anche l'acidosi, alcuni autori riportano che l'effetto Bohr comprenda l'effetto della CO2. In realtà è stato dimostrato negli anni '30 da un fisiologo italiano e da uno inglese, Margaria e Green, che la CO2 ha un effetto di spostamento a destra della curva di associazione anche se la variazione di pH è tamponata.
Quindi la CO2 causa un effetto "di per sé", indipendente, definito effetto Margaria-Green.